# Craugastor fitzingeri

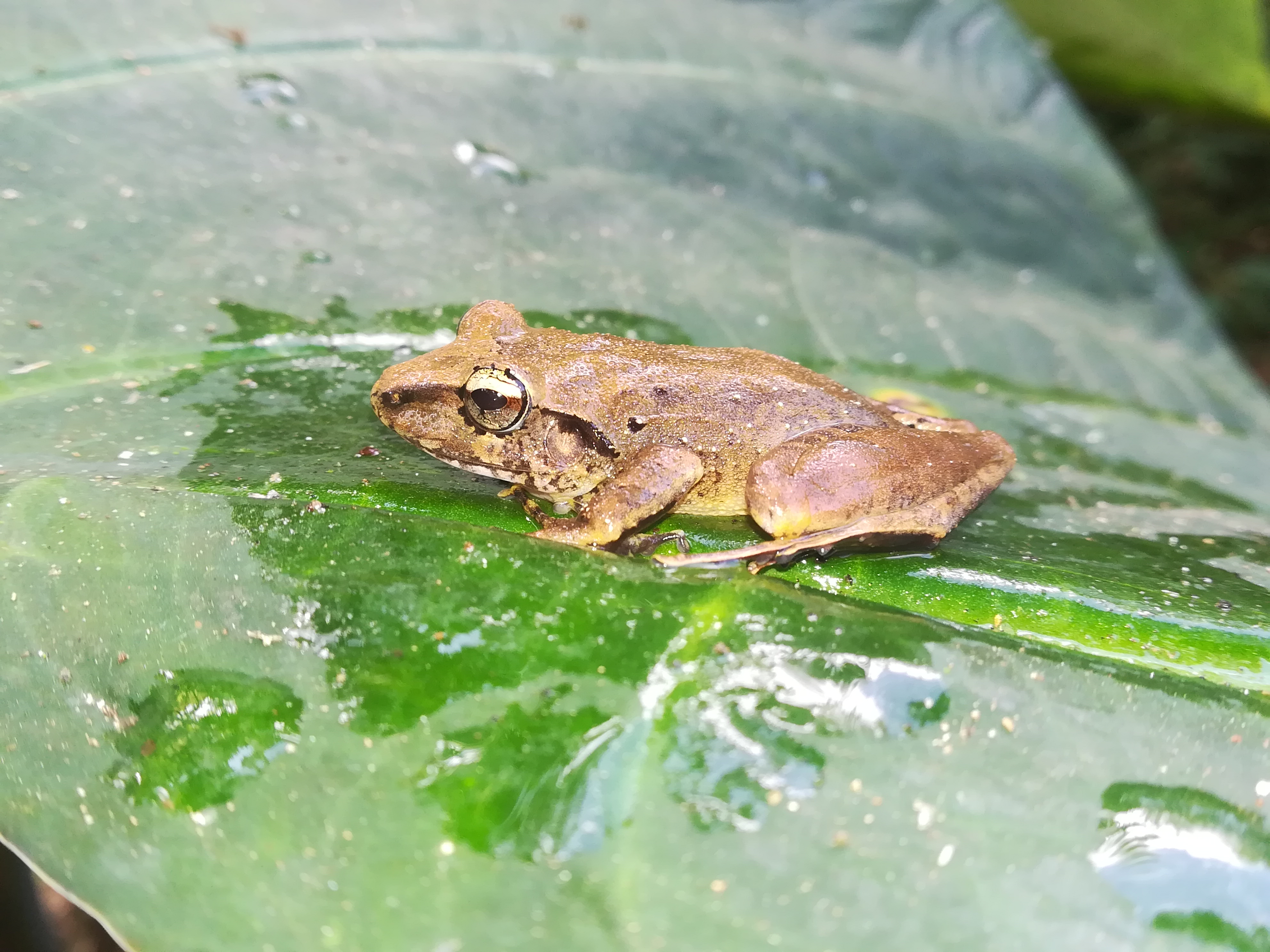
Perteneciente a selvas húmedas tropicales.

Craugastor fitzingeri es una especie de anuros en la familia Craugastoridae.

## Distribución geográfica y hábitat
Es endémica de Honduras, Nicaragua, Costa Rica, Panamá y el oeste de Colombia.
Se encuentra cerca de riachuelos y dentro de bosque húmedos y con mayor densidad en bosques lluviosos, raramente encontrada en áreas abiertas. tiene cierta particularidad de vivir en Tierras bajas y bosque montano inferior a 1520 m. 

## Reproducción
Su reproducción se desarrolla a orillas de pequeños arroyos y canales de ríos, algunas de ellas entierran los huevos en arena húmeda de donde salen miniaturas de adultos totalmente formados.

## Comportamiento
Los machos de esta especie generalmente llaman después de fuertes lluvias con torrenciales y en las noches, pero no llaman hasta altas horas de la noche.